# Така (озеро)
Та́ка (греч. Λίμνη Τάκα) — пересыхающее пресноводное озеро в Греции, в центральной части полуострова Пелопоннеса, в Аркадии. Расположено на равнине у южного подножья гор Меналон (1980 м), к югу от города Триполис, к юго-западу от деревни Алея, у которой лежат развалины древней Тегеи, на территории общины Триполис в периферии Пелопоннес, между холмами с редкой растительностью.
На берегу озера расположено село Вунон.
Сток из озера осуществляется в глубину через катавотры, естественные отверстия на поверхности закарстованных пород. Относится к бассейну реки Алфиос, в которую стекает через подземные водотоки.
Размер и глубина озера заметно колеблются от сезона к сезону, а также от года к году в зависимости от осадков и работы родников, подземных водотоков и так далее. В отдельные годы озеро полностью пересыхает. Большая часть территории, ранее занимаемая озером, в настоящее время превращена в яблоневые сады. Озеро Така обеспечивает необходимую для сельского хозяйства воду. Рассматривается использование водной поверхности озера для посадки гидросамолётов. На развитие прилегающей территории выделено 320 тыс. евро. Реализуется крупный ирригационный проект с целью орошения и расширения сельскохозяйственных угодий. Стоимость проекта — 20 млн евро.
Является важным местообитанием уязвимых и исчезающих видов, таких как средиземноморский нетопырь (Pipistrellus kuhli) и серый хомячок (Cricetulus migratorius), занесены в Красную книгу Греции. Последний вид очень редок в Греции, обитает на востоке Центральной Греции и на Пелопоннесе; ареал этого вида прерывистый и его юго-западный конец находится в Греции. Входит в сеть «Натура 2000».
Местоположение озера в античное время известно как Мантурийская равнина (Манфурийское поле, Μανθουρικό πεδίο), а область называлась Тегеатида. К юго-востоку от озера находится деревня Мантирея.
К северо-западу от озера у современной деревни Паландион находятся руины древнего Паллантия.